# Bonifatius von Canossa

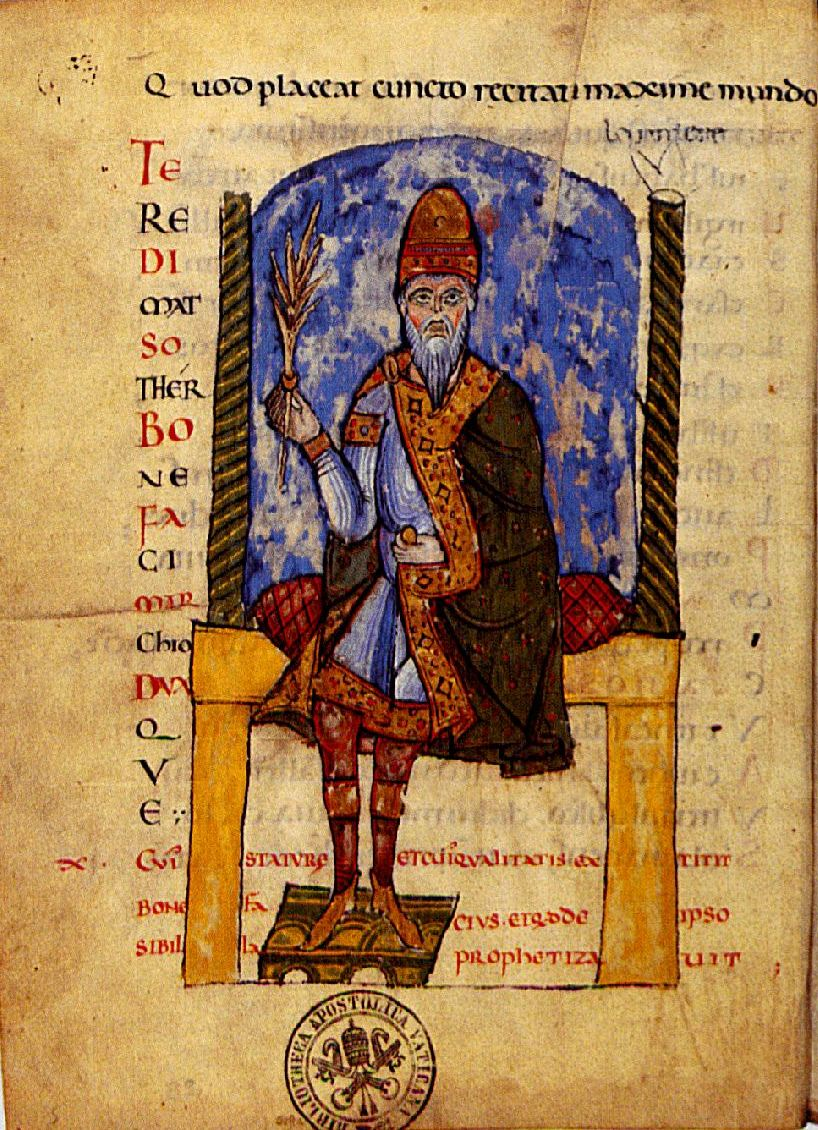
Bonifatius von Canossa, Vita Mathildis des Donizio, um 1115. Vatikanstadt, BAV, Ms. Vat. lat. 4922, fol. 28v.

Bonifatius (* wohl 985; † 6. Mai 1052 in San Martino dall’Argine) aus der Familie der Herren von Canossa war einer der mächtigsten Adligen in Italien in der ersten Hälfte des 11. Jahrhunderts. Am bekanntesten ist er als Vater der Mathilde von Tuszien.

## Leben

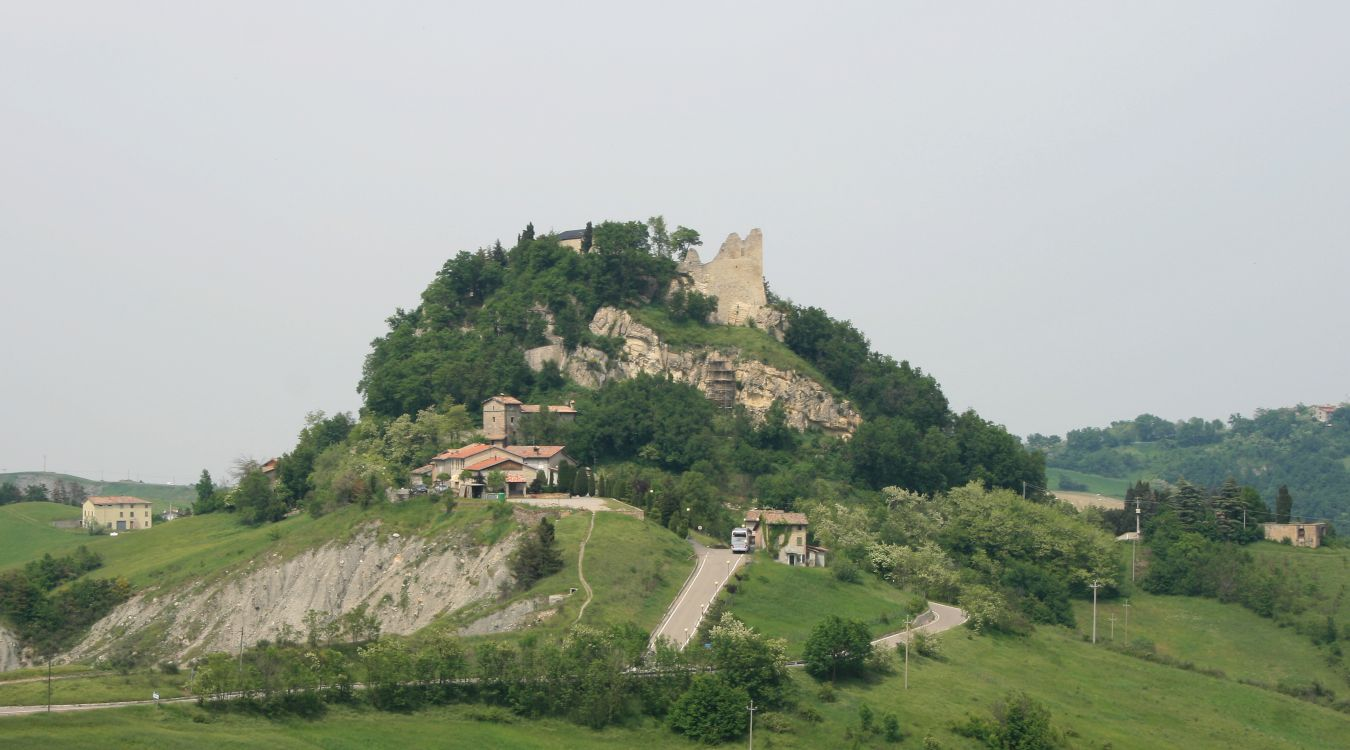
Ruine der Burg Canossa, Emilia-Romagna

Bonifatius entstammte einem der mächtigsten Geschlechter des frühmittelalterlichen  italienischen Adels, dem Haus Canossa. Er war der Sohn des Theobald von Canossa, Graf von Reggio, Modena, Mantua, Brescia und Ferrara.
Er war mit Residenz in Mantua:
- Herr von Canossa
- vor 1004 Markgraf und Alleinerbe
- 1013/15 Graf von Reggio, Modena, Mantua und Brescia
- 1028/32 Markgraf von Tuscien (Bonifatius IV.), auch als Herzog bezeichnet
- 1051 wohl Herzog von Spoleto und Markgraf von Camerino

Bonifatius heiratete in erster Ehe am 10. Oktober 1010/15 Gräfin Richilde, Erbin von Castell Nogara etc., † nach Februar 1036, Tochter des Giselbert (II.) von Vailate, Pfalzgrafen und Grafen von Bergamo und der Gräfin Anselda, wohl Gräfin von Turin, mit der er eine Tochter hatte, die 1014 geboren wurde und starb.
In zweiter Ehe heiratete er um 1037 Beatrix von Lothringen (* wohl 1017, † 18. April 1076) aus der Familie der Wigeriche, Tochter des Herzogs Friedrich II. von Oberlothringen. Bonifatius und Beatrix hatten drei Kinder:
- Friedrich, † wohl Juli 1056
- Beatrix, † 1053 vor dem 17. Dezember
- Mathilde (* wohl 1046, † 24. Juli 1115) 1053–1056 und 1070–1115 Herzogin von Tuszien etc.; ⚭ I November 1069/April 1070, getrennt 1071, Gottfried IV. der Bucklige, 1065 Herzog von Niederlothringen, ⚭ II um 1089, getrennt Sommer 1095, Welf IV. Herzog von Bayern

Bonifatius wurde in der Kirche San Michele in Mantua bestattet.
Beatrix übernahm 1052–54/56 die Regentschaft für die minderjährige Mathilde, heiratete im Frühjahr 1054 Herzog Gottfried III. der Bärtige von Niederlothringen und war 1055/56 mit ihrer Tochter als Geisel in Deutschland. 1056 dann wurde Gottfried selbst Markgraf von Tuszien etc., so dass Mathilde erst mit seinem Tod 1069 das Erbe endgültig antreten konnte.